# کاویته
کاویته (Cavite) یکی از استان‌های کشور فیلیپین است. این استان بخشی از جزیرهٔ لوزون به شمار می‌رود.
مرکز این استان شهر تره مارتیرز Trece Martires City است. جمعیت آن دو میلیون و هشتصد و پنجاه هزار نفر است. مساحت این استان هزار و سیصد کیلومتر مربع است .